# 維也納蘋果卷

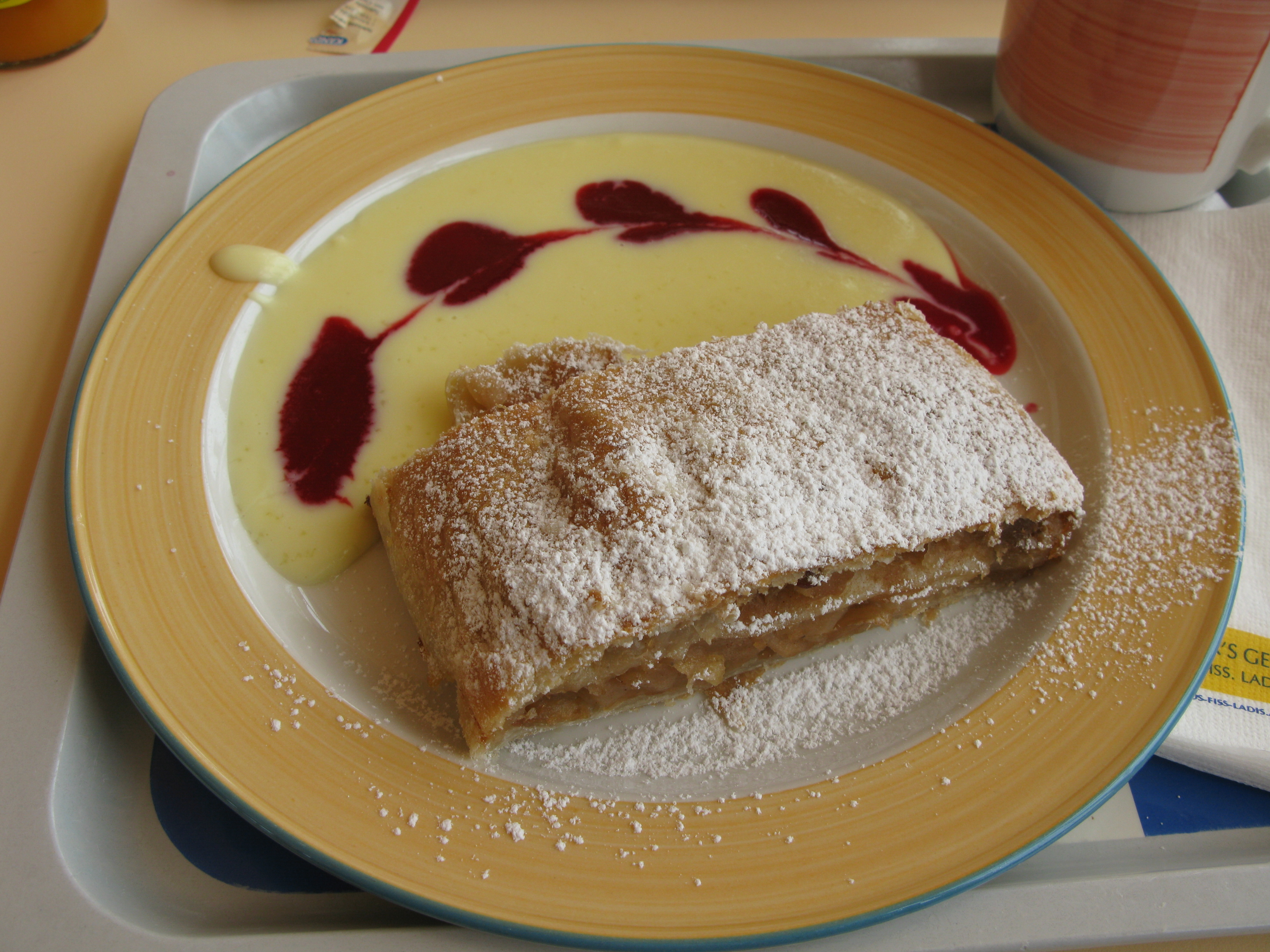
維也納蘋果卷

維也納蘋果卷（德語：Apfelstrudel）是一種流行在奧地利、德國和捷克的點心，以蘋果和果餡卷為原料。
維也納蘋果卷是奧地利最具代表性的點心之一，但卻起源於匈牙利。